# Pier Giorgio Perotto

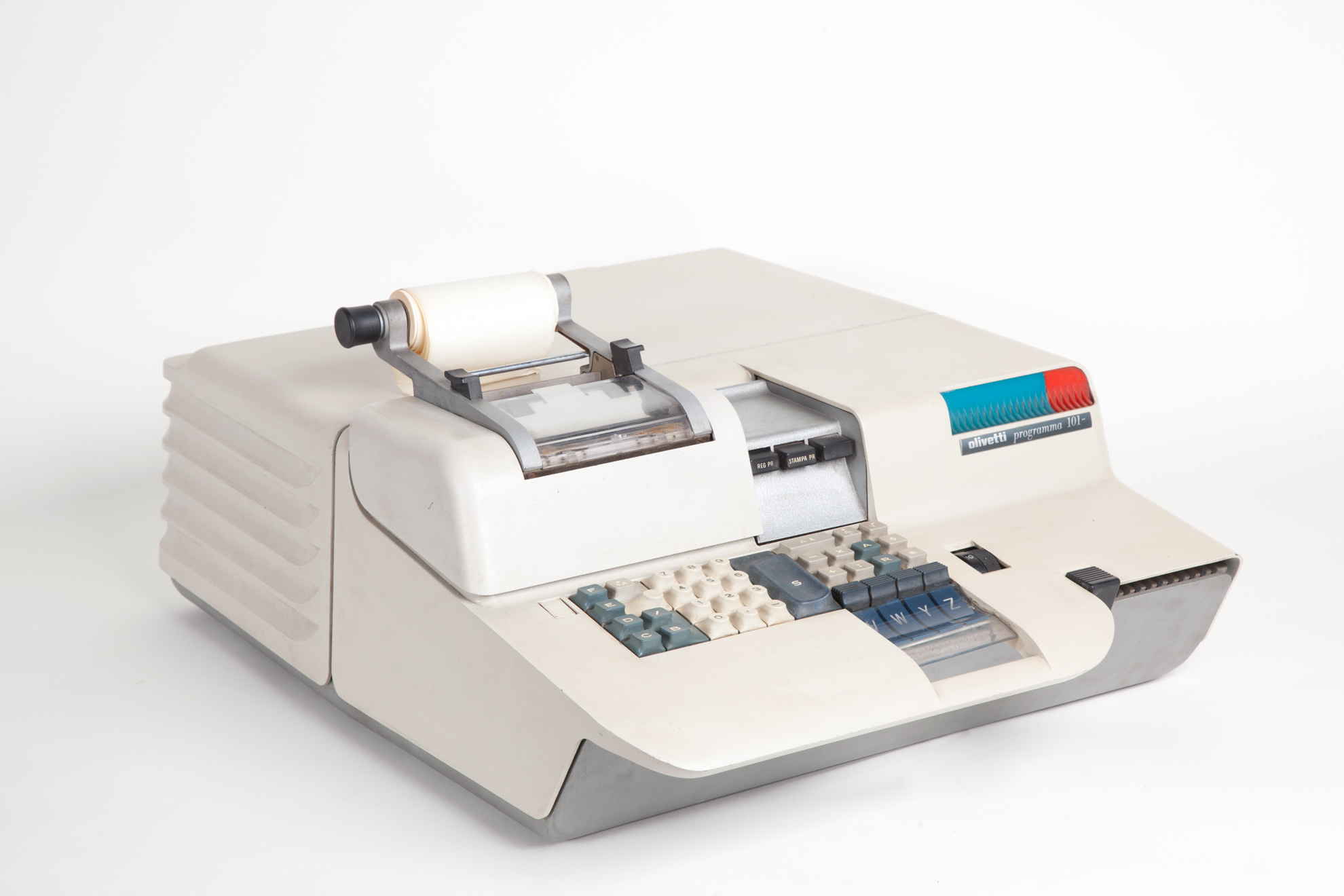
Olivetti Programma 101

Pier Giorgio Perotto, född 24 december 1930 i Turin, död 22 januari 2002 i Genua, var en italiensk dataingenjör som arbetade på Olivetti och Elea. Perotti var en pionjär inom datorutvecklingen i Italien, bland annat med utvecklingen med Programma 101.
Pier Giorgio Perotto utbildade sig till ingenjör och arbetade sedan på Fiats utvecklingsavdelning för flyg. 1957 bildades Olivetti elektronikavdelning i Pisa och Perotti började arbeta där. 1959 lanserade Olivetti den första i Italien tillverkade datorn. Milstolpen i utvecklingsarbetet blev Programma 101. Programma 101 utvecklades genom en arbetsgrupp på fyra personer under ledning av Pier Giorgio Perotto med start 1962. Bland det som utvecklades för datorn var ett magnetiskt kort som kunde programmeras, en föregångare till disketten. För Programma 101 utvecklades också ett programmeringsspråk. Den har kallats den första persondatorn och presenterades 1965.

## Eftermäle
Asteroiden 12222 Perotto är uppkallad efter honom.